# Соколова Анастасія Іванівна
«Соколова Анастасія Іванівна»( рос. Соколова Анастасия Ивановна 1741—1822 ) — картини Стефано Тореллі.

## Опис твору
Глядачі зустрічаються поглядом зі сміливим поглядом молодої жінки, досить упевненої в собі. На пані вишукано скромна сукня темно-синього кольору, прикрашена лише чорним мереживом. На відміну від паньонок тої доби володарка сукні не демонструє ні декольте, ні низки прикрас, ні хрестика як добропорядні вірянки. Тендітні руки пані в природній позі і не демонструють ані квітів, ані ювелірних дрібничок. Вона не бідна і має ювелірні прикраси. Незважавючи на їх коштовність, сережки і брошка в зачісці зовні виглядають неяскраво, як це притаманно особам з розвиненим смаком.
Панянка стоїть дещо гордо і з прямою спиною, бо саме пряму спину вимагали від дворянок тодішні танці.
Панянкою була Анастасія Соколова, позашлюбна донька російського вельможі Бецького Івана Івановича (1704-1795), котрий теж був позашлюбною дитиною вельможі Трубецького і носив неповне прізвище свого батька. Аби приховати народження позашлюбної дитини, Бецькой передовірив виховання доньки пансіону в Парижі, де і пройшли дитинство та дівоцтво Анастасії з вигаданим прізвищем Соколова.
На важливість особи вказують і коштовності пані, і статус художника, що створив портрет. Італієць Стефано Тореллі, що прибув у Петербург, став надвірним художником імператриці Катерини ІІ. Він же створив і коронаційний портрет імператриці. Отримати для портретування надвірного художника могла дозволити собі лише особа, наближена до цариці. Так і було, Анастасія Соколова була родичкою Катерини ІІ і мала посаду камеристки імператриці. Знала більшість пліток і новин палацового життя, але вміла приховувати секрети. Сама мешкала в палаці Бецького поряд із Літнім садом.

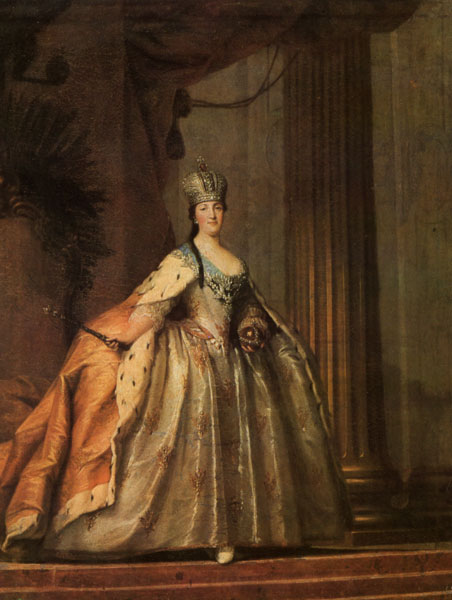
Стефано Тореллі. «Портрет імператриці Катерини ІІ».
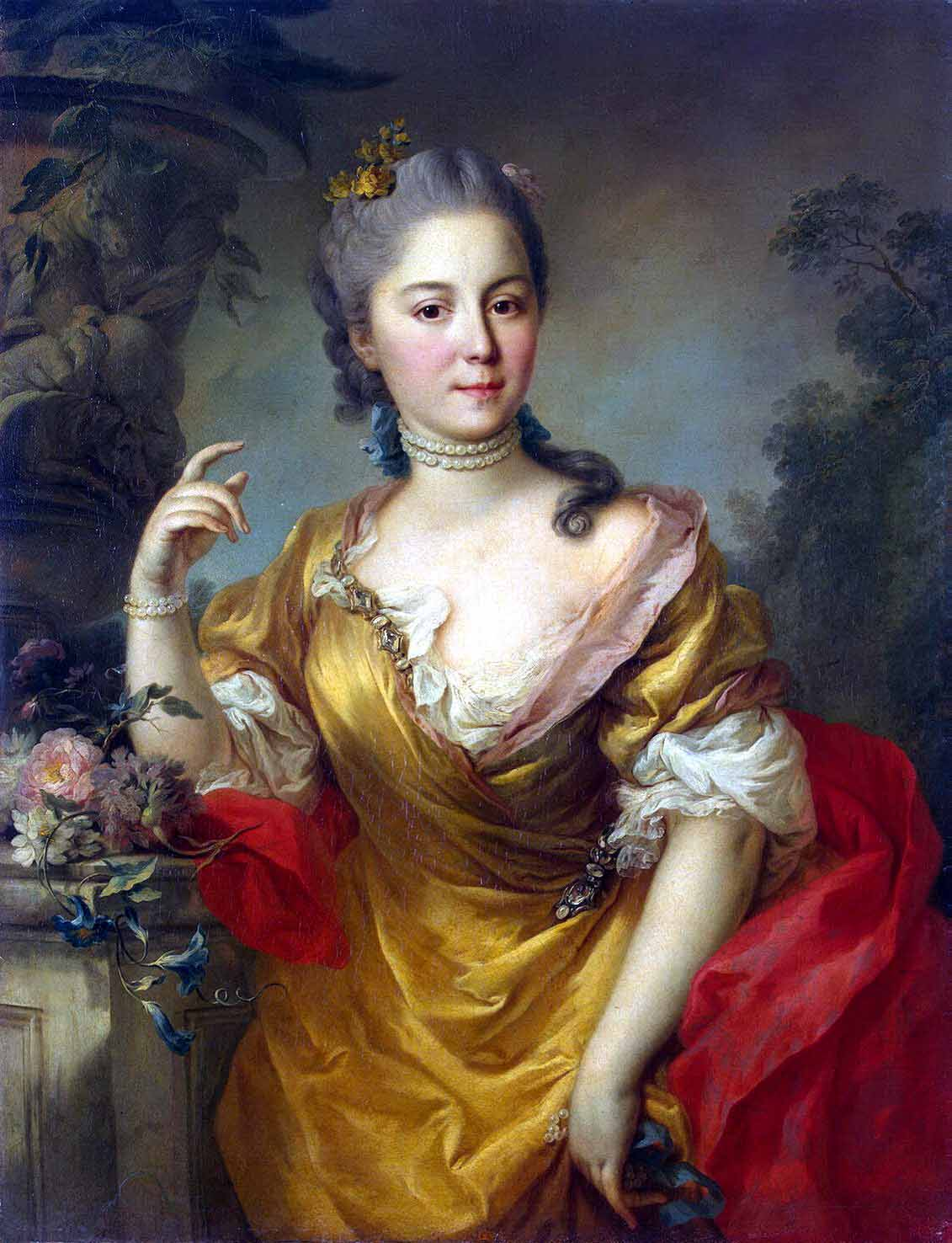
Стефано Тореллі. «Анна Чернишова»
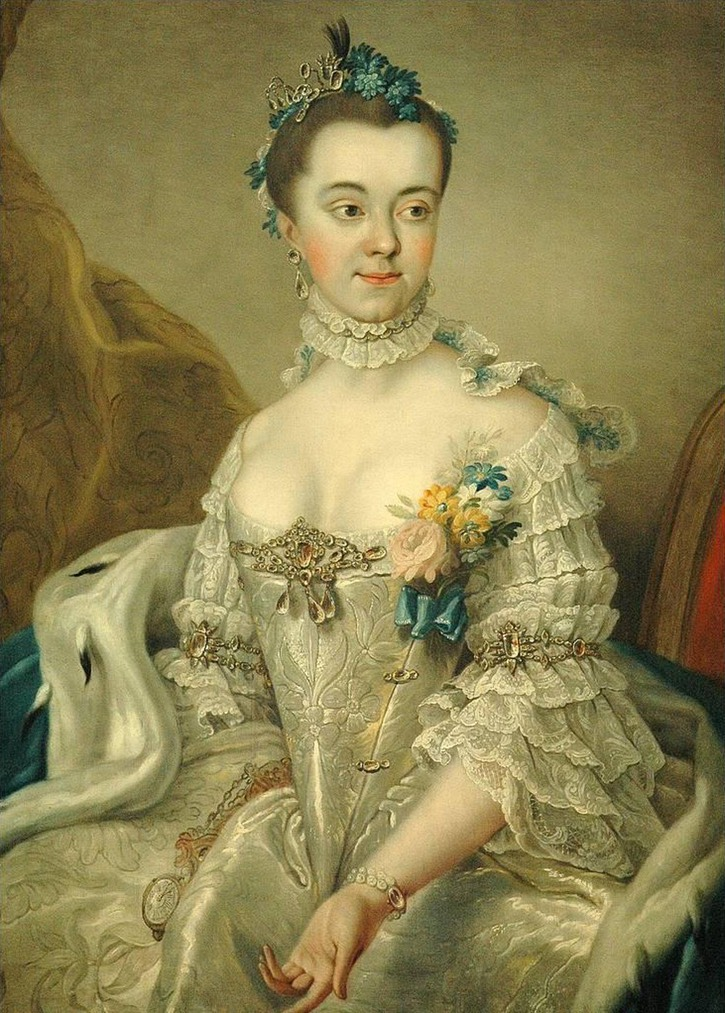
Тореллі. «Шарлотта Амалія, княгиня де Авґустенбург»
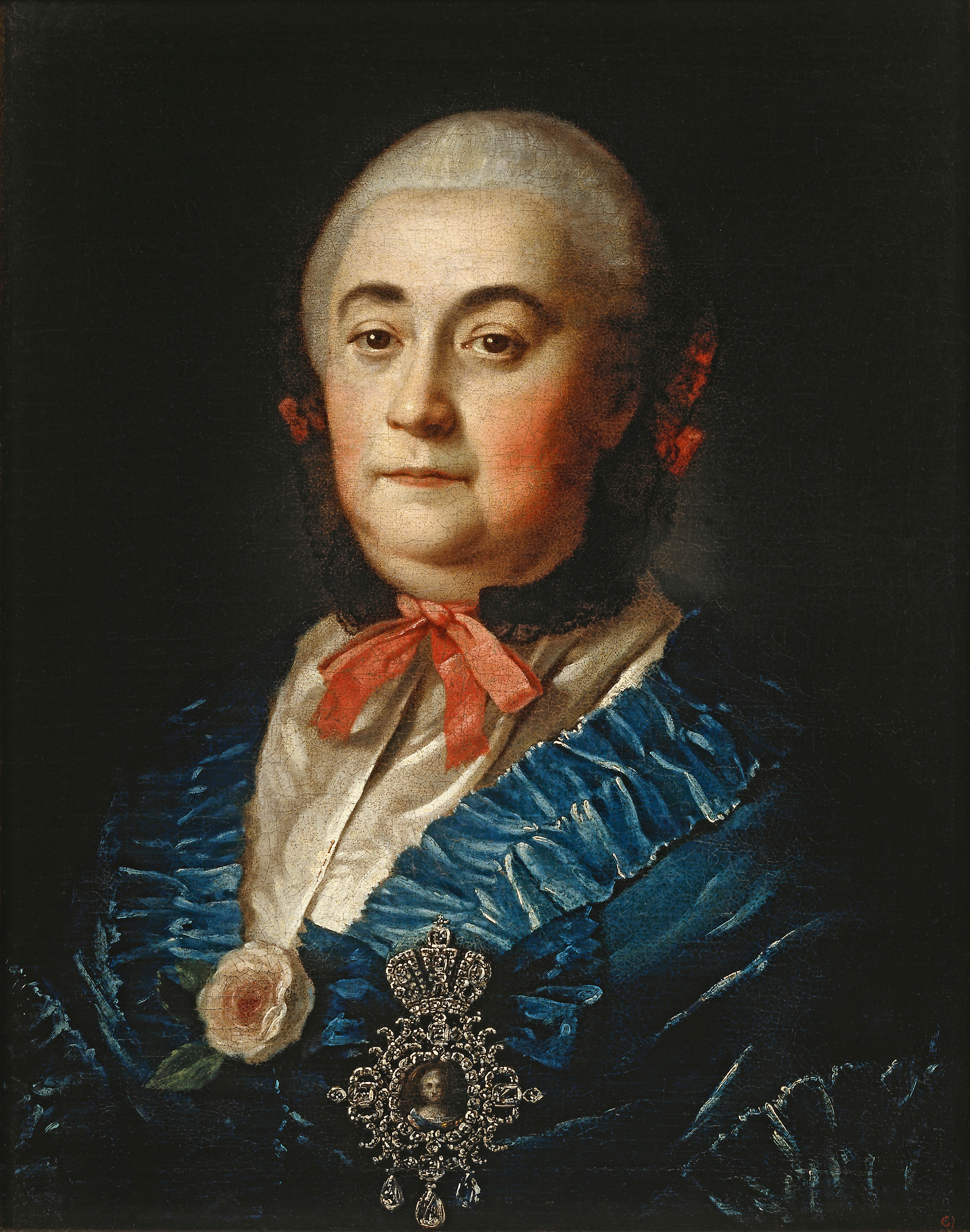
Антропов Олексій Петрович. «Пані Ізмайлова».
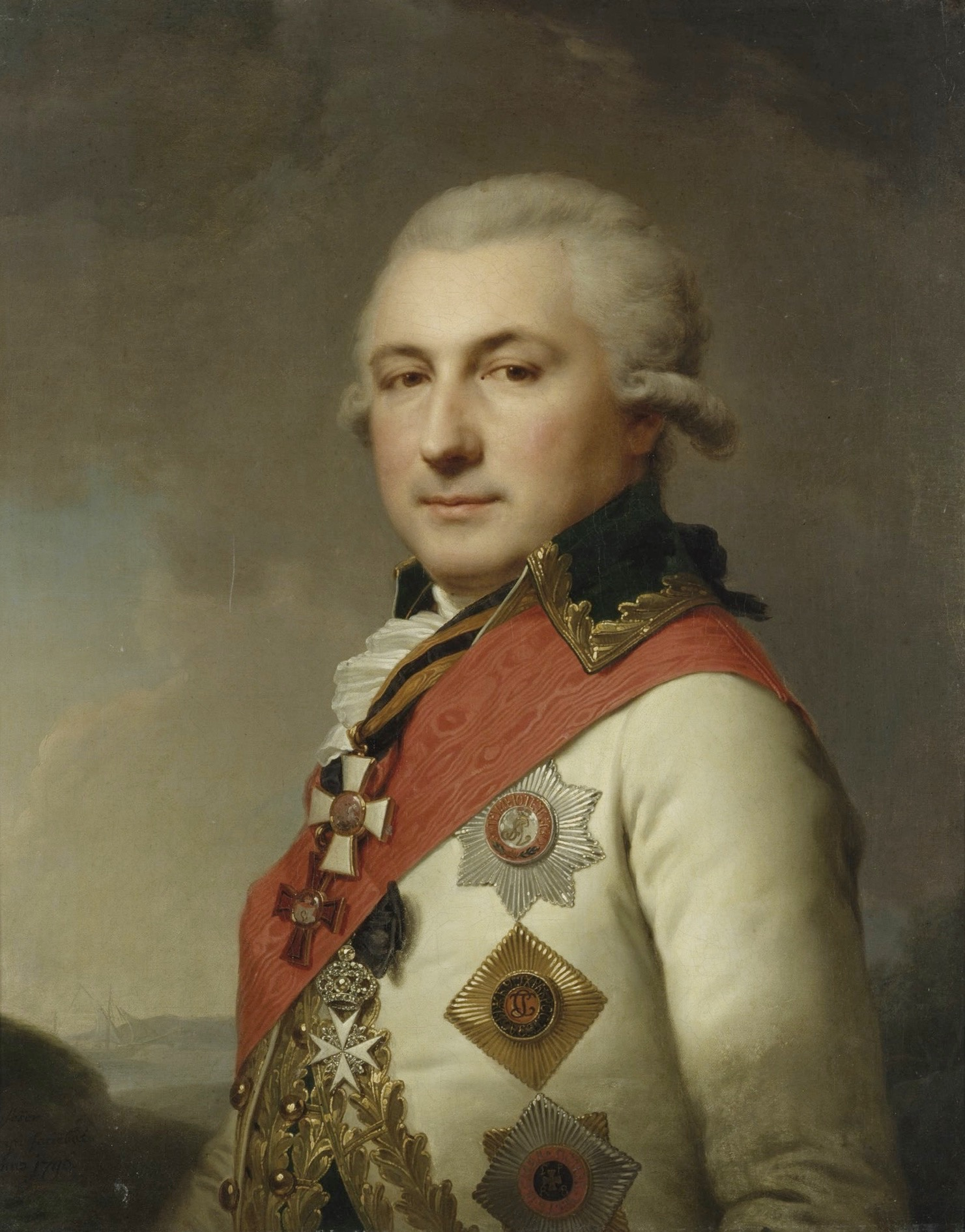
Хосе де Рібас.

## Пані Соколова і де Рібас
Авантюрний де Рібас познайомився з вельможним Іваном Бецьким за кордоном. І вчепився в багатія як воша в кожух, намагаючись стати для вельможі незамінною людиною. Це вдалося і згодом де Рібас пошлюбиться з донькою Бецького та стане його родичем. Портрет Анастасії Соколової створено напередодні весілля Анастасії та авантюрного і обдарованого де Рібаса (1751—1800).
Пані Соколова де Рібас пережила імператрицю на 26, а Йосипа де Рібаса — на 22 роки.